# Sylvia (ptak)
Sylvia – rodzaj ptaków z rodziny pokrzewek (Sylviidae).

## Zasięg występowania
Rodzaj obejmuje gatunki występujące w Eurazji i Afryce.

## Morfologia
Długość ciała 13–19 cm, masa ciała 8,5–34 g.

## Systematyka
Rodzaj zdefiniował w 1769 roku włoski lekarz i przyrodnik Giovanni Antonio Scopoli w publikacji własnego autorstwa poświęconej historii naturalnej. Scopoli wymienił kilkanaście gatunków – Motacilla luscinia Linnaeus, 1758, Motacilla curruca Linnaeus, 1758, Motacilla atricapilla Linnaeus, 1758, Motacilla oenanthe Linnaeus, 1758, Motacilla rubecula Linnaeus, 1758, Motacilla phoenicurus Linnaeus, 1758, Motacilla titys Linnaeus, 1758 (= Motacilla phoenicurus Linnaeus, 1758), Sylvia zya Scopoli, 1769 (= Motacilla modularis Linnaeus, 1758), Motacilla schoenobaenus Linnaeus, 1758, Sylvia muscipeta Scopoli, 1769 (= Motacilla rubicola Linnaeus, 1758), Motacilla rubetra Linnaeus, 1758, Motacilla trochilus Linnaeus, 1758, Motacilla troglodytes Linnaeus, 1758 i Motacilla regulus Linnaeus, 1758 – z których gatunkiem typowym jest (późniejsze oznaczenie) Motacilla atricapilla Linnaeus, 1758 (kapturka).

### Etymologia
- Sylvia: łac. sylvia ‘duszek leśny’, od łac. silva lub sylva ‘teren lesisty’[10].
- Lioptilus: gr. λειος leios ‘gładki’; skrót od rodzaju Ptiliogonys Swainson, 1824 (jedwabniczka)[11]. Gatunek typowy (oznaczenie monotypowe): Turdus nigricapillus Vieillot, 1818.
- Cuphopterus: gr. κυφος kuphos ‘zakręcony’, od κυπτω kuptō ‘pochylić się’; -πτερος -pteros ‘-skrzydły’, od πτερον 'pteron ‘skrzydło’[12]. Gatunek typowy: Cuphopterus dohrni Hartlaub, 1866.
- Horizorhinus: gr. ὁριζω horizō ‘ograniczać’; ῥις rhis, ῥινος rhinos ‘nos’[13].
- Parophasma: rodzaj Parus Linnaeus, 1758 (sikora); φασμα phasma, φασματος phasmatos ‘zjawa, fantom’, od φαινω phainō ‘pojawić się’[14]. Gatunek typowy (oryginalne oznaczenie): Parisoma galinieri Guérin-Méneville, 1843.
- Pseudoalcippe: gr. ψευδος pseudos ‘fałszywy’; rodzaj Alcippe Blyth, 1844 (sikornik)[15]. Gatunek typowy (oryginalne oznaczenie): Turdinus atriceps Sharpe, 1902.

### Podział systematyczny
Do rodzaju należą następujące gatunki:
- Sylvia atricapilla (Linnaeus, 1758) – kapturka
- Sylvia borin (Boddaert, 1783) – gajówka
- Sylvia dohrni (Hartlaub, 1866) – żabotnik
- Sylvia galinieri (Guérin-Méneville, 1843) – jałowczyk
- Sylvia nigricapillus (Vieillot, 1818) – kapturniczek
- Sylvia atriceps (Sharpe, 1902) – pokrzewka śniadogłowa
- Sylvia abyssinica (Rüppell, 1840) – pokrzewka szarogłowa